# Al Khor (município)

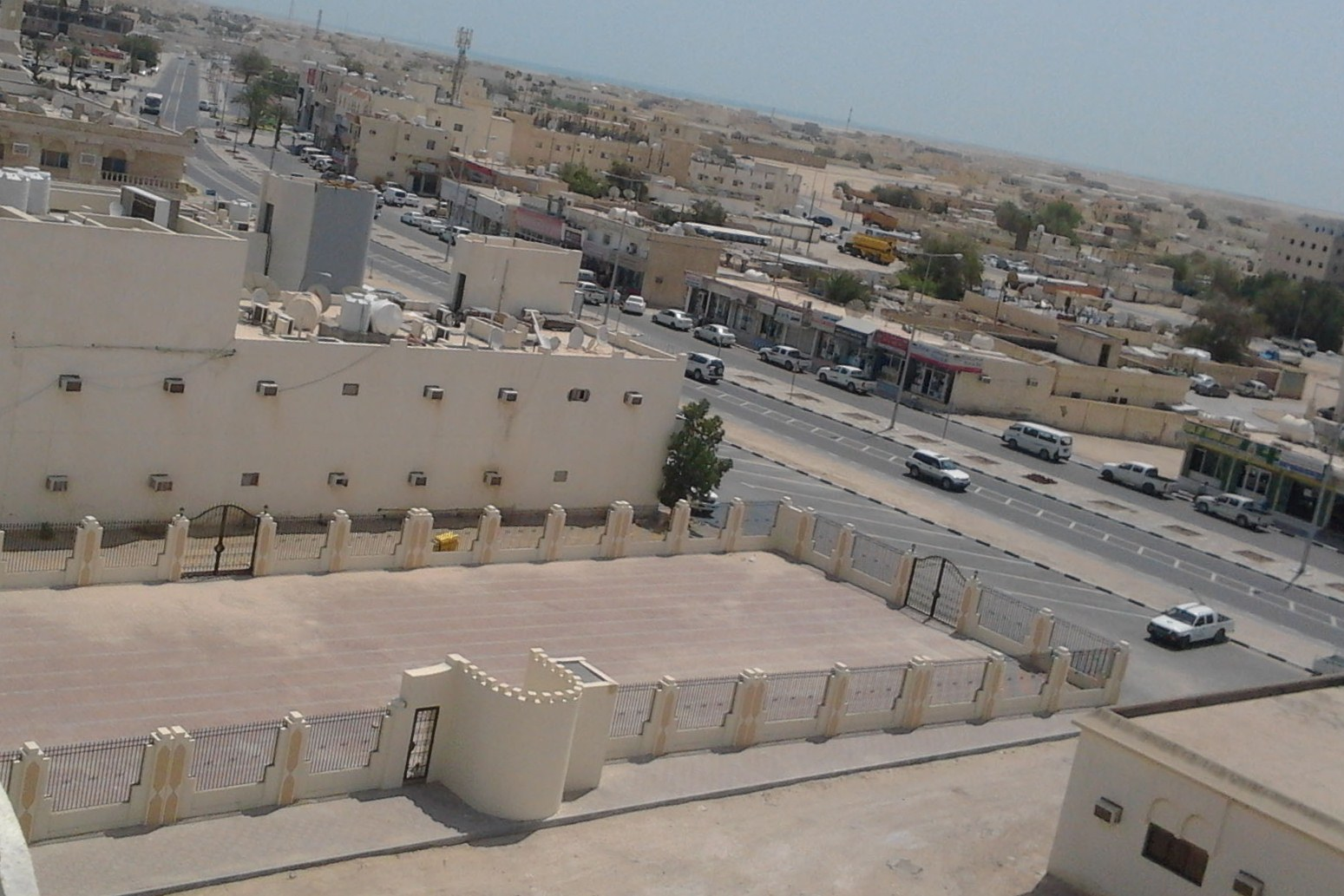
Al Khor

localização no mapa.

Al Khor é um município do Qatar. Sua capital é a cidade homônima. Em 2004 incorporou o município de Al Jumaliyah e parte do território do município de Al Daayen. .